# Family Outing
Family Outing (Hangul: 패밀리가 떴다) (được hiểu là Gia đình Đi Dã Ngoại hay Dã Ngoại Gia đình) là chương trình truyền hình tạp kỹ thực tế của Hàn Quốc; là một phần trong tổng thể chương trình Good Sunday của kênh truyền hình SBS cùng với chương trình liền sau là Gold Miss is Coming (골드미스가 간다). Được phát sóng lần đầu tiên vào ngày 15 tháng 6 năm 2008, Family outing sau đó đã trở thành chương trình có tỷ suất người xem cao nhất trong số các chương trình truyền hình vào ngày Chủ nhật của Hàn Quốc. Trong mỗi tập, "Gia đình" sẽ đi đến nhiều nơi khác nhau ở Hàn Quốc để coi sóc nhà của những người lớn tuổi trong khi gia đình đó đi du lịch. "Gia đình" sẽ hoàn thành những nhiệm vụ được chủ nhà để lại. Vì những điểm giống nhau trong ý tưởng của chương trình, Family Outing thường được so sánh với 2 ngày 1 đêm trong chương trình truyền hình thực tế Happy Sunday của kênh KBS2.

## Tóm lược các tập
Chương trình gồm 2 ngày 1 đêm, được chia thành hai tập.
Trong tập thứ nhất, chương trình bắt đầu bằng việc Yoo Jae-seok, MC chính của chương trình, thông báo cho các thành viên còn lại của gia đình địa điểm quay hình. Các thành viên và khách mời sẽ được Yoo Jae-seok chào đón trước cổng làng hoặc tại sân bay. Khách mời sau đó sẽ được giao nhiệm vụ tìm đường đến nhà bằng bản đồ do chủ nhà vẽ. Khi đến nhà, họ sẽ chào tạm biệt và tiễn chủ nhà lên đường du lịch, sau đó tìm danh sách những công việc chủ nhà để lại và bắt đầu thực hiện công việc đầu tiên.
Trong khi hoàn thành công việc này, họ cũng chia thành hai đội và chơi trò chơi. Sau khi hoàn tất công việc đầu tiên, gia đình sẽ sang công việc tiếp theo hoặc đi chuẩn bị bữa tối. Trong lúc chuẩn bị bữa tối, gia đình sẽ chia ra để làm những nhiệm vụ nhỏ hơn.
Sau bữa tối, gia đình chơi trò chơi để chọn người thực hiện nhiệm vụ sáng sớm. Trước khi Park Ye-jin và Lee Chun-hee rời khỏi chương trình, vị trí ngủ sẽ được chọn bằng cuộc thi sau bữa tối. Lee Hyo-ri và Park Ye-jin sẽ xếp hạng cho phái nam trong gia đình từ hạng nhất, vị trí được mong muốn nhất, đến hạng chót (hạng 6 hoặc 7 nếu có 2 khách mời là nam) dựa trên sự thể hiện của họ trong ngày và cuộc thi cuối ngày. Sau đó, phái nam xếp hạng các cô gái. Gần đây, việc xếp hạng đã được thay thế bằng trò chơi để chọn ra người làm công việc khuya hoặc sáng sớm. Thông thường, một người sẽ được chọn, cho dù thua cuộc là một nhóm hoặc một người để chọn ra những người còn lại, để có được một nhóm 3 người. Tập đầu tiên thường kết thúc vào giữa những hoạt động đêm.
Tập thứ hai bắt đầu bằng việc tiếp tục những hoạt động ban đêm. Sau khi xếp hạng hoặc làm công việc khuya, gia đình đi ngủ. Họ thường ngủ vào giữa đêm hoặc trễ hơn vì những hoạt động ban đêm hoặc vì họ trò chuyện quá nhiều trước khi ngủ. Sáng hôm sau, đạo diễn chương trình sẽ đánh thức Yoo Jae-suk và đưa cho anh hướng dẫn cho "nhiệm vụ đánh thức". Ban đầu, "nhiệm vụ đánh thức" là những câu hỏi dạng trắc nghiệm nhưng dần về sau nó đã chuyển sang những trò chơi mang tính thể chất hơn. Người thua cuộc trong nhiệm vụ này sẽ làm bữa sáng cho gia đình sau khi chọn thêm 1 hoặc đôi khi 3 người để làm cùng với mình. Khi họ đang làm bữa sáng, những thành viên còn lại hoặc đi ngủ tiếp hoặc làm một công việc khác. Những người phải nấu bữa sáng có quyền chọn món để nấu. Thông thường, công việc làm bữa sáng mất rất nhiều thời gian nên gia đình thường ăn sáng vào gần trưa hoặc trễ hơn. Sau bữa sáng, gia đình tiếp tục làm những việc còn lại trong danh sách được chủ nhà để lại. Trong khi hoàn thành công việc cuối cùng, họ sẽ chơi trò chơi khác. Sau khi hoàn tất tất cả công việc, chủ nhà sẽ trở về và gia đình tạm biệt nhau. Cuối tập sẽ có những đoạn xem trước của tập trong tuần kế tiếp và nhân vật khách mời cũng được tiết lộ.

## Nhân vật
Thành viên hiện tại của "gia đình" là Yoo Jae-suk, Lee Hyo-ri, Yoon Jong-shin, Kim Soo-ro, Kang Dae-sung, Kim Jong-kook, Park Si-yeon và Park Hae-jin. Hai thành viên đã rời khỏi "gia đình" là Park Ye-jin và Lee Chun-hee sau khi hợp đồng một năm của họ kết thúc. Phần lớn thành viên "gia đình", nhiều lần tự khẳng định trong chương trình là những người mới đối với truyền hình thực tế như: Kim Su-ro, Lee Chun-hee, Park Ye-jin, Kang Dae-sung, Park Shi-yeon và Park Hae-jin. Trong suốt chương trình, những thành viên đã thể hiện rất nhiều tính cách và được gán cho những biệt danh được sử dụng thậm chí ở ngoài chương trình.
Ngày 26 tháng 11 năm 2009, tin tức cho biết Yoo Jae-suk và Park Shi-yeon sẽ rời khỏi chương trình. Yoo Jae-suk muốn dành nhiều thời gian hơn cho đứa con đầu lòng sắp ra đời và sẽ quay hình tập cuối cùng của anh vào tháng 1 năm 2010. Park Shi-yeon sẽ rời khỏi chương trình vào tháng 12 vì chấn thương trong lúc quay phim tái phát, tuy nhiên cô cũng cho biết sẽ trở lại nếu tình hình chấn thương khả quan hơn. Nhà sản xuất quyết định không thay thế vị trí của cô vì sự tiếp tục của chương trình vẫn chưa được xác định. Khi MC chính của chương trình rời khỏi, chương trình cũng có thể chấm dứt
Tuy nhiên sau khi nhận giải Deasang cùng Lee Hyo-ri, Yu Jae-seok cho biết: "Tôi bị rất nhiều khán giả chỉ trích. Dù cho lý do là gì, tôi cũng phải xem xét lại những gì mình đã làm. Một nguồn tin khác từ đối tác hợp tác sản xuất chương trình cho biết Yu Jae-seok sẽ tiếp tục ở lại chương trình dù rằng chỉ mới thỏa thuận qua lời nói. Cũng theo nguồn tin này Family Outing mùa thứ hai sẽ bắt đầu quay hình trong tháng 1 năm 2010 với nhiều thay đổi về thành viên cũng như về cấu trúc.
Trên thực tế, Family Outing mùa thứ nhất (gọi tắt là Family Outing 1) đã chính thức kết thúc sau buổi quay hình cuối cùng vào tháng 1 năm 2010 với sự góp mặt lần cuối của tất cả các thành viên. Family Outing tiếp tục vào mùa thứ 2 cùng gia đình mới với những thành viên mới và những hoạt động hoàn toàn mới.
| Tên                                                                                     | Tham gia/Rời khỏi                  | Nhân vật |
| --------------------------------------------------------------------------------------- | ---------------------------------- | --- |
| Yoo Jae Suk                                                                             | tháng 6 năm 2008                   | MC chính của chương trình, giữ vai trò chính trong "nhiệm vụ đánh thức" vào buổi sáng thứ 2 cũng như trong các trò chơi xuyên suốt chương trình |
| Lee Hyo-ri                                                                              | tháng 6 năm 2008                   | Nữ MC chính của chương trình. "Cô tiên quốc gia" đôi khi đóng vai trò tương tự như Yu Jae-seok, đôi khi cãi cọ và đùa giỡn. |
| Yoon Jong-shin                                                                          | tháng 6 năm 2008                   | Người lớn tuổi nhất trong chương trình, luôn luôn cần sự quan tâm chăm sóc của tất cả các thành viên còn lại. Được xem là giỏi nhất với khả năng "nêm nếm gia vị" cho phần nấu ăn trong chương trình.                                                                                        |
| Kim Su-ro                                                                               | tháng 6 năm 2008                   | "Ma vương trò chơi" của chương trình. Anh là một trong những thành viên to con và khỏe mạnh trong gia đình, thường thắng trong tất cả trò chơi. Anh cũng rất thích bắt nạt Lee Chun-hee. Cùng với Lee Chun Hee anh tạo thành cặp đôi "dì ghẻ Kim và Chun lọ lem".                            |
| Kang Dae-sung                                                                           | tháng 6 năm 2008                   | Khác xa với hình ảnh "thần tượng quốc gia" Big Bang, chàng trai nhỏ tuổi nhất của gia đình luôn hộ trợ Yu Jae-seok trong những trò khôi hài và xem như một đứa em trai của Yu Jae-seok |
| Kim Jong Kook                                                                           | tháng 11 năm 2008                  | Trong chương trình thường được gọi là "Kim Kook Jong". Vốn có mối quan hệ ngượng ngùng với Lee Hyo-ri, và sau đó là Park Ye-jin. Về sau, cả hai phát triển một xì căng đan lãng mạn giả. Anh cũng thường ăn miếng trả miếng với Yu Jae-seok và Yun Jong-shin.                                |
| Park Hae-jin                                                                            | tháng 7 năm 2009                   | Được xem là "chàng trai mỏng manh" trong các trò chơi và "nhiệm vụ đánh thức" vì vẻ ngoài hiền lành. Anh cũng hay đối khẩu với Yoo Jae-seok. |
| Những gương mặt bên dưới đã từng tham gia Family Outing nhưng đã rời khỏi chương trình. |                                    | |
| Lee Chun-hee                                                                            | tháng 6 năm 2008/tháng 6 năm 2009  | Được gắn với hình ảnh "Chun Lọ Lem" (Chunderella) hay "Chun-hee hậu đậu", ban đầu trông anh có vẻ là một đấu thủ mạnh nhưng về sau lại hóa ra khờ khạo và hậu đậu. Anh thường bị Kim Su-ro bắt nạt. Anh rời khỏi chương trình cùng Park Ye-jin sau khi hết hạn hợp đồng 1 năm.               |
| Park Ye-jin                                                                             | tháng 6 năm 2008/tháng 6 năm 2009  | Ban đầu trông Park Ye-jin như một quý cô ngọt ngào hiền dịu nhưng sau đó cô đã thể hiện bộ mặt thật của mình là "quý cô Ye-jin ngọt ngào và tàn bạo" qua sự can đảm và cách xử lý thịt động vật một cách tàn bạo. Cô rời khỏi chương trình cùng Lee Chun-hee sau khi hết hạn hợp đồng 1 năm. |
| Park Si-yeon                                                                            | tháng 7 năm 2009/tháng 12 năm 2009 | Được gắn với hình ảnh "cô gái thành thị", cô trở nên thân thiết với Lee Hyo-ri trong chương trình. Cô rời khỏi chương trình chỉ sau 6 tháng vì tình hình chấn thương ở phần eo tái phát. Đây là chấn thương trong một lần cô quay hình tại Las Vegas.                                        |

## Quan hệ
| Quan hệ                | Thành viên                             | Chi tiết | Bắt đầu                                          |
| ---------------------- | -------------------------------------- | --- | ------------------------------------------------ |
| Anh em nhà "Quốc gia"  | Yoo Jae-suk, Lee Hyo-ri                | "MC quốc gia" Yu Jae-seok và "Nữ thần tượng quốc gia" hay "Cô tiên quốc gia" Lee Hyo-ri khi đi chung với nhau tạo ra hình ảnh của anh trai và em gái. | Tập 1                                            |
| Bộ ba lớn tuổi         | Yun Jong-shin, Kim Su-ro, Yoo Jae-suk  | Là những thành viên lớn tuổi nhất của gia đình, họ được xem như "Bộ ba lớn tuổi". Yun Jong-shin 41 tuổi là người lớn tuổi nhất, Kim Su-ro 40 tuổi và Yu Jae-seok 37 tuổi. | Tập 18 - Chuẩn bị bữa sáng của những người lớn.  |
| Ngốc và Đại ngốc       | Yoo Jae-suk, Kang Dae-sung             | Là hai người đầu tiên chuẩn bị bữa sáng, Dae-sung và Jae-seok gặp rắc rối trong việc lường lượng nước để nấu mì gói. Như được nói trong tập này, bạn đành phải gọi họ là "ngốc và đại ngốc". Jae-seok được xem là "ngốc" và Dae-sung được xem là "đại ngốc". Điều đó được chứng minh trong một trò chơi buổi tối khi Jae-seok có chỉ số IQ là 114 còn Dae-sung có chỉ số IQ là 110.                                           | Tập 1 - Chuẩn bị bữa sáng của "ngốc và đại ngốc" |
| Chủ tịch Yun/Cô Lee    | Yoon Jong-shin, Lee Hyo-ri             | Cả hai vào vai một cặp đôi giàu có là cô Lee và Chủ tịch Jong-shin. Yun Jong-shin nhập vai rất tự nhiên nhưng Lee Hyo-ri thì không thích vai này. | Tập 11 - Làm rượu quả mâm xôi                    |
| Dì ghẻ Kim/Chun Lọ lem | Kim Su-ro, Lee Chun-hee                | Trong trò chơi chạy 7 bước, Lee Chun-hee thua Kim Su-ro trong một trò cá cược. Nếu Chun-hee thắng thì Su-ro sẽ không sai phái anh ta nữa nhưng nếu Su-ro thắng thì Chun-hee phải làm ngay những yêu cầu của Su-ro. Kim Su-ro là đàn anh của Chun-hee trong trường đại học cũng như trong nghiệp diễn xuất. Khi Chun-hee được yêu cầu, anh ta sẽ làm ngay, nhưng đôi khi anh cũng cố gắng trả đũa Su-ro nhưng thường thất bại. | Tập 3 - Cuộc thi chạy 7 bước                     |
| Chị em cho đến chết    | Lee Hyo-ri, Park Ye Jin                | Vì là hai nhân vật nữ duy nhất nên cả hai gắn kết với nhau để đấu lại với phái nam. Đa phần họ rất tốt với nhau, nhưng trong lúc bình chọn vị trí ngủ, họ "đấu với nhau cho đến chết". | Tập 10 - Trong trò chơi "Metal Arch"             |
| Bạn cùng tuổi          | Lee Chun Hee, Lee Hyo-ri               | Đây là 2 thành viên duy nhất của gia đình cùng năm sinh 1979 trước khi có sự xuất hiện của Park Shi-yeon. Lee Chun-hee luôn cố gắng để lấn lướt Hyo-ri nhưng sự thật đó là chuyện rất khó. | Tập 10 - Chuẩn bị bữa sáng                       |
| Tình tay ba            | Lee Hyo Ri, Park Ye Jin, Kim Jong Kook | Khi Kim Jong Kook tỏ ra khá lạc lõng thì anh được ghép gặp với một trong hai hoặc cả hai cô gái trong gia đình. Với Hyo-ri, cặp đôi này luôn tỏ ra ngượng ngùng trước mặt nhau. Còn với Park Ye-jin, cả hai trở thành cặp đôi nhiều điều tiếng. Mối quan hệ giữa cả ba chỉ tồn tại qua lời nói của các thành viên trong gia đình, trên thực tế giữa ba người không hề có chuyện "tình tay ba".                                | Tập 19                                           |
| Huynh đệ tuổi 40       | Yun Jong-shin, Kim Su-ro               | Bước sang 2009, Kim Su-ro 40 tuổi, cùng với Yun Jong-shin, cả hai trở thành 2 thành viên duy nhất của gia đình trên 40 tuổi. Với vai trò mới này, cả hai bắt đầu thân thiết với nhau hơn như những người anh em sau 7 tháng quay hình ngượng ngùng với nhau. | Tập 32 - Chuẩn bị bữa tối                        |
| Anh em mắt hí          | Kim Jong-kook, Kang Dae-sung           | Cả hai đều có mắt một mí giống nhau. Kim Jong-kook vẫn phải nhờ Kang Dae-sung để cải thiện mối quan hệ với các cô gái trong gia đình. | Tập 25 - Chuẩn bị bữa tối                        |
| Chị em nhà Park        | Park Shi-yeon, Park Hae-jin            | Cả hai đều mang họ "Park" và tình cờ cùng đến từ Busan. Khi cả hai đi với nhau, họ nói chuyện với nhau bằng phương ngữ ở Busan. | Tập 53 - Máy quan lén                            |
| Cặp đôi cùng tuổi      | Lee Hyo-ri, Park Shi-yeon              | Sau khi Chun-hee rời khỏi chương trình, Lee Hyo-ri và Park Shi-yeon là hai thành viên duy nhất của gia đình cùng năm sinh 1979. Thời gian đầu, họ không phải là những người bạn tốt của nhau, nhưng theo thời gian chương trình quay hình họ đã gắn kết với nhau. Trong những trò chơi, Lee Hyo-ri luôn áp đảo Shi-yeon nhút nhát.                                                                                            | Tập 60                                           |

## Khách mời
Mỗi tuần có ít nhất một khách mời là ngôi sao đến với gia đình. Khách mời sẽ tham gia vào những hoạt động thường ngày cùng những thành viên còn lại của gia đình trong suốt hai tập.
| STT | Tập | Khách mời                                                | Địa điểm                                                               | Thời gian phát sóng                                              |  |
| --- | --- | -------------------------------------------------------- | ---------------------------------------------------------------------- | ---------------------------------------------------------------- |  |
| 1   | 1–2 | Lee Chun Hee, Kim Dong Wan (Shinhwa)                     | làng Maamter, tỉnh Gangwon                                             | 15 tháng 6 năm 2008, 22 tháng 6 năm 2008                         |  |
| 1   | Tập đầu tiên của Family Outing bắt đầu bằng buổi giới thiệu chương trình trong tòa nhà của đài SBS, đêm ra mắt của các thành viên trong "gia đình": Yu Jae-seok, Lee Hyo-ri, Yun Jong-shin, Kim Dong-wan, Park Yae-jin, Kang Dae-sung và Kim Su-ro. Sáng hôm sau, cả gia đình nhận được tin nhắn địa điểm quay từ MC chính của chương trình Yu Jae-seok. Đến ngôi làng nông thôn, nhiệm vụ đầu tiên được giao cho họ là cho "bọn nhóc" ăn, đó là những chú heo của chủ nhà, và coi sóc nhà cửa. Trò chơi đầu tiên, đua trong lòng sông, phơi bày những điểm mạnh cũng như điểm yếu của các thành viên, như "ma vương trò chơi" Kim Su-ro và "hiệu ứng Hyo-ri". Sau bữa ăn tối đầu tiên của gia đình, tất cả cùng tham gia trò chơi "I love you" ("Saranghae game"). Để xác định vị trí nằm ngủ, cả gia đình sáng tạo ra việc bầu chọn, xếp hạng các thành viên từ cao xuống thấp, với hai người đầu tiên là Lee Chun-hee cho phái nam và Lee Hyo-ri cho phái nữ. |                                                          |                                                                        |                                                                  |  |
| 2   | 3–4 | Brian Joo (Fly to the Sky)                               | thung lũng Geumcheon, huyện Namhae, tỉnh Gyeongsang Nam                | 29 tháng 6 năm 2008, 6 tháng 7 năm 2008                          |  |
| 2   | |                                                          |                                                                        |                                                                  |  |
| 3   | 5-6 | Park Hae-jin                                             | làng Kanggol, đảo Chun La Nam, tỉnh Gyeonggi                           | 13 tháng 7 năm 2008, 20 tháng 7 năm 2008                         |  |
| 3   | |                                                          |                                                                        |                                                                  |  |
| 4   | 7-8 | G-Dragon (Big Bang), Shin Sung Rok                       | làng Baekmiri, thung lũng Geumcheon, huyện Namhae, tỉnh Gyeongsang Nam | 27 tháng 7 năm 2008, 3 tháng 8 năm 2008                          |  |
| 4   | |                                                          |                                                                        |                                                                  |  |
| 5   | 9-10 | JunJin (Shinhwa)                                         | làng Bolitgogae                                                        | 17 tháng 8 năm 2008, 24 tháng 8 năm 2008                         |  |
| 5   | |                                                          |                                                                        |                                                                  |  |
| 6   | 11-12 | Lee Jin-wook                                             | làng Doteumbyut                                                        | 31 tháng 8 năm 2008, 7 tháng 9 năm 2008                          |  |
| 6   | |                                                          |                                                                        |                                                                  |  |
| 7   | 13-14 | Lee Hong-ki (F.T. Island), Taeyeon (Girls' Generation)   | làng Gasong, tỉnh Gyeongsang Bắc                                       | 14 tháng 9 năm 2008, 21 tháng 9 năm 2008                         |  |
| 7   | |                                                          |                                                                        |                                                                  |  |
| 8   | 15-16 | Shin Hye-sung (Shinhwa)                                  | Làng Hoesang, Muan, Jeolla                                             | 28 tháng 9 năm 2008, 5 tháng 10 năm 2008                         |  |
| 8   | |                                                          |                                                                        |                                                                  |  |
| 9   | 17-18 | U-Know Yun-ho, Xiah Jun-su (TVXQ)                        | làng Haenoemi, tỉnh Jeolla                                             | 12 tháng 10 năm 2008, 19 tháng 10 năm 2008                       |  |
| 9   | |                                                          |                                                                        |                                                                  |  |
| 10  | 19-20 | Kim Jong-kook (thành viên mới của gia đình)              | làng Heoumri, tỉnh Chungcheong                                         | 26 tháng 10 năm 2008, 2 tháng 11 năm 2008                        |  |
| 10  | |                                                          |                                                                        |                                                                  |  |
| 11  | 21-22 | Rain                                                     | làng Soyool, thành phố Yeosu, tỉnh Jeolla Nam                          | 9 tháng 11 năm 2008, 16 tháng 11 năm 2008                        |  |
| 11  | |                                                          |                                                                        |                                                                  |  |
| 12  | 23-24 | Cha Tae-hyun                                             | làng Gamsan, tỉnh Jeju                                                 | 23 tháng 11 năm 2008, 30 tháng 11 năm 2008                       |  |
| 12  | |                                                          |                                                                        |                                                                  |  |
| 13  | 25-26 | Lee Su-kyung                                             | làng Seogmodo, Ganghwa                                                 | 7 tháng 12 năm 2008, 14 tháng 12 năm 2008                        |  |
| 13  | |                                                          |                                                                        |                                                                  |  |
| 14  | 27-29 | Jang-hyuk                                                | làng Noonkkot, tỉnh Gangwon                                            | 21 tháng 12 năm 2008, 28 tháng 12 năm 2008, 4 tháng 1 năm 2009   |  |
| 14  | |                                                          |                                                                        |                                                                  |  |
| 15  | 30-31 | Song Chang-Eui                                           | làng Ihmegol, Nonsan, tỉnh Chungcheong                                 | 11 tháng 1 năm 2009, 19 tháng 1 năm 2009                         |  |
| 15  | |                                                          |                                                                        |                                                                  |  |
| 16  | 32-33 | Daniel Henney                                            | làng Yongdok Gweshi, tỉnh Gyeongsang Bắc                               | 25 tháng 1 năm 2009, 1 tháng 2 năm 2009                          |  |
| 16  | |                                                          |                                                                        |                                                                  |  |
| 17  | 34-35 | T.O.P Big Bang                                           | làng Okgye, Gangneung, tỉnh Gangwon                                    | 8 tháng 2 năm 2009, 15 tháng 2 năm 2009                          |  |
| 17  | |                                                          |                                                                        |                                                                  |  |
| 18  | 36-37 | Yoona (Girls' Generation)                                | làng Wae Ahm, tỉnh Chungcheong                                         | 22 tháng 2 năm 2009, 1 tháng 3 năm 2009                          |  |
| 18  | |                                                          |                                                                        |                                                                  |  |
| 19  | 38-39 | Lee Beom-su                                              | làng Sambae, tỉnh Gangwon                                              | 8 tháng 3 năm 2009, 15 tháng 3 năm 2009                          |  |
| 19  | |                                                          |                                                                        |                                                                  |  |
| 20  | 40-41 | Hwang Jung-min                                           | làng Unho, tỉnh Jeolla                                                 | 22 tháng 3 năm 2009, 29 tháng 3 năm 2009                         |  |
| 20  | |                                                          |                                                                        |                                                                  |  |
| 21  | 42-43 | Kim Won-hee                                              | làng Seongju, tỉnh Gyeongsang Nam                                      | 5 tháng 4 năm 2009, 12 tháng 4 năm 2009                          |  |
| 21  | |                                                          |                                                                        |                                                                  |  |
| 22  | 44-45 | Cha Seung-won                                            | làng Goseong, tỉnh Gyeongsang Nam                                      | 19 tháng 4 năm 2009, 26 tháng 4 năm 2009                         |  |
| 22  | |                                                          |                                                                        |                                                                  |  |
| 23  | 46-47 | Son Dam-bi                                               | làng SeonnHakDong, Jangheung, tỉnh Jeolla Nam                          | 3 tháng 5 năm 2009, 10 tháng 5 năm 2009                          |  |
| 23  | |                                                          |                                                                        |                                                                  |  |
| 24  | 48-49 | Lee Jun-ki                                               | làng Bibongneh, Sacheon, tỉnh Gyeongsang Nam                           | 17 tháng 5 năm 2009, 31 tháng 5 năm 2009                         |  |
| 24  | |                                                          |                                                                        |                                                                  |  |
| 25  | 50-51 | Chu Sung Hoon                                            | làng Jeongokri, Hwaseong, tỉnh Gyeonggi                                | 7 tháng 6 năm 2009, 14 tháng 6 năm 2009                          |  |
| 25  | |                                                          |                                                                        |                                                                  |  |
| 26  | 52-53 | Không có                                                 | làng Samsaeng, Hongcheon, tỉnh Gangwon                                 | 21 tháng 6 năm 2009, 28 tháng 6 năm 2009                         |  |
| 26  | Trở lại tỉnh Gangwon, những kỉ niệm của chuyến đi đầu tiên của gia đình cũng trở về. Vì là chương trình đặc biệt để chia tay Lee Chun-hee và Park Ye-jin nên tập này không có khách mời. Cả hai rời khỏi Famlily Outing sau một năm quay hình. Cả gia đình đã cùng nhau hoàn thành những nhiệm vụ và các trò chơi một lần cuối cùng với đầy đủ đội hình ban đầu. Họ đã hồi tưởng lại những giây phút khó quên của Lee Chun-hee và Park Ye-jin trong bữa tiệc chia tay đầy bất ngờ. Bữa sáng hôm sau của "gia đình" đã dành cho hai thành viên sắp ra đi những món ăn mà họ yêu thích. Cả tập đều được lấp đầy bởi những tiếng cười, sự buồn bã và kết thúc bằng những giọt nước mắt chia tay Lee Chun-hee và Park Ye-jin. |                                                          |                                                                        |                                                                  |  |
| 27  | 54-55 | Park Hae Jin, Park Si-yeon (Thành viên mới của gia đình) | làng Bonghyun, Eumseong, Chungcheong                                   | 5 tháng 7 năm 2009, 12 tháng 7 năm 2009                          |  |
| 27  | Chào đón hai thành viên mới của "gia đình": cựu khách mời "chàng trai mỏng manh" Park Hae-jin và gương mặt hoàn toàn mới "cô gái thành thị" Park Shi-yeon. Chuyến đi đầu tiên của gia đình mới dành nhiều thời gian để tìm hiểu về hai thành viên này. Đến thăm nông trại đà điểu ở tỉnh Chungcheong đã phơi bày ra tính cách khoa trương của "Chị em nhà Park". Để tạo bất ngờ cho những người mới đến, gia đình tổ chức cuộc thi đố vui nhưng thực chất là trò chơi "camera lén" để chào mừng họ, cuối cùng ý tưởng này không thành công khi cả gia đình thất bại trong việc đưa 2 thành viên mới vào giữa mâu thuẫn của các thành viên cũ. Cùng với sự xuất hiện của gia đình mới, một số nhân vật mới cũng xuất hiện như: "lãng tử họ Kim" Kim Jong-kook và "nút bấm Kim Su-ro" cùng "chị em nhà Park". |                                                          |                                                                        |                                                                  |  |
| 28  | 56-57 | Kim Min Joon, Ji Sang Ryul                               | làng Yoo Gyea Village, Hapcheon, tỉnh Gyeongsang Nam                   | 19 tháng 7 năm 2009, 26 tháng 7 năm 2009                         |  |
| 28  | Gia đình đến thăm vùng cao nguyên Hapcheon, tỉnh Gyeongsang Nam. Hai khách mời xuất hiện trong tập này vì thiếu Kang Dae-sung. Tại đây, gia đình được giao nhiệm vụ thử "đặc sản" của nơi đây là chơi dù lượn trên đỉnh Deaem. Tuy nhiên, vì điều kiện gió không tốt nên một số thành viên không thể hoàn thành nhiệm vụ của mình. Trong lúc chuẩn bị bữa tối, Park Hae-jin "cao" và anh già Yun Jong-shin "lùn" đi vào hang để lấy kim chi. Sau bữa tối, biết được họ hàng của Kim Jong-kook ở gần đó, nên gia đình đã chia thành từng cặp để đón một trong số họ hàng của anh. Những người thua cuộc sẽ phải làm nhiệm vụ sáng sớm, dù rằng sau đó phải hủy bỏ vì thời tiết xấu. Trò chơi cuối cùng của tập này là đấu vật (ssireum) trên bãi cát dọc sông Hwang. |                                                          |                                                                        |                                                                  |  |
| 29  | 58-59 | Song Ji Hyo                                              | làng Chudong, Muju, tỉnh Jeolla Bắc                                    | 2 tháng 8 năm 2009, 9 tháng 8 năm 2009                           |  |
| 29  | |                                                          |                                                                        |                                                                  |  |
| 30  | 60-61 | Choi Soo Jong                                            | làng Sumla, Yeosu, tỉnh Jeolla Nam                                     | 16 tháng 8 năm 2009, 30 tháng 8 năm 2009                         |  |
| 30  | |                                                          |                                                                        |                                                                  |  |
| 31  | 62-63 | Shin Hyun Joon                                           | làng Sangimak, tỉnh Chungcheong                                        | 6 tháng 9 năm 2009, 13 tháng 9 năm 2009                          |  |
| 31  | |                                                          |                                                                        |                                                                  |  |
| 32  | 64-65 | Kim Hyun Joong (SS501), Seung Ri (Big Bang)              | làng Ha jodae, Yangyang, tỉnh Gangwon                                  | 20 tháng 9 năm 2009, 27 tháng 9 năm 2009                         |  |
| 32  | |                                                          |                                                                        |                                                                  |  |
| 33  | 66-67 | Cha Tae Hyun, Jang Hyuk                                  | làng Goyo, Mungyeong, tỉnh Gyeongsang Bắc                              | 4 tháng 10 năm 2009, 11 tháng 10 năm 2009                        |  |
| 33  | |                                                          |                                                                        |                                                                  |  |
| 34  | 68-69 | Ha Ji Won                                                | làng Yeong Il, U-do, tỉnh Jeju                                         | 18 tháng 10 năm 2009, 25 tháng 10 năm 2009                       |  |
| 34  | |                                                          |                                                                        |                                                                  |  |
| 35  | 70-71 | Lee Seung-Chul                                           | làng Sosuk, Namwon, tỉnh Jeolla Bắc                                    | 1 tháng 11 năm 2009, 8 tháng 11 năm 2009                         |  |
| 35  | |                                                          |                                                                        |                                                                  |  |
| 36  | 72-73 | Sandara Park (2NE1), UEE (After School)                  | làng Sopo, đảo Jindo, tỉnh Jeolla Nam                                  | 15 tháng 11 năm 2009, 22 tháng 11 năm 2009                       |  |
| 36  | |                                                          |                                                                        |                                                                  |  |
| 37  | 74-75 | Lee Kyung Shil                                           | làng Ong jeong, tỉnh Gangwon                                           | 29 tháng 11 năm 2009, 6 tháng 12 năm 2009                        |  |
| 37  | |                                                          |                                                                        |                                                                  |  |
| 38  | 76-77-78 | Seo In-Young (Jewelry), Park Jin-young                   | tỉnh Jeolla Nam                                                        | 13 tháng 12 năm 2009, 20 tháng 12 năm 2009, 27 tháng 12 năm 2009 |  |
| 38  | Trong chương trình Giáng Sinh đặc biệt này, tập thứ 3 là X-file (những đoạn phim chưa được chiếu), vì thế Seo In-young và Park Jin-young ở lại trong 3 tập. |                                                          |                                                                        |                                                                  |  |
| 39  | 79-80 | Jo Han-Sun, Kim Sung-Su                                  |                                                                        | 3 tháng 1 năm 2010, 10 tháng 1 năm 2010                          |  |
| 39  | |                                                          |                                                                        |                                                                  |  |
| 40  | 81-82 | Tiffany (SNSD), Nicole (Kara)                            | -                                                                      | 17 tháng 1 năm 2010, 24 tháng 1 năm 2010                         |  |
| 40  | |                                                          |                                                                        |                                                                  |  |
| 41  | 83-84 | Lee Chun-hee, Park Ye-jin,Park si-yeon                   |                                                                        | 31 tháng 1 năm 2010, 7 tháng 2 năm 2010                          |  |
| 41  | Trong tập cuối cùng của Family Outing mùa thứ nhất, Lee Chun-hee, Park Ye-jin cùng Par Shi-yeon đều trở lại tái hợp với gia đình. |                                                          |                                                                        |                                                                  |  |

## Ca khúc
Cả gia đình đã thu âm một ca khúc tên là Ca khúc gia đình (Family Song), trong tập phát sóng ngày 12 tháng 4 năm 2009. Phần nhạc được viết bởi Yun Jong-shin, phần lời được viết bởi cả gia đình trong đó kèm theo rất nhiều sự kiện đã xảy ra trong gia đình. Single của ca khúc này được phát hành vào ngày 8 tháng 6 năm 2009.
Tracklist
1. Family Song
  - Lời: Yu Jae-seok, Lee Hyo-ri, Yoon Jong-shin, Kim Su-ro, Lee Chun-hee, Park Ye-jin, Kang Dae-sung, Kim Jong-kook
  - Nhạc: Yoon Jong-shin
  - Trình bày: Yu Jae-seok, Lee Hyo-ri, Yoon Jong-shin, Kim Su-ro, Lee Chun-hee, Park Ye-jin, Kang Dae-sung, Kim Jong-kook
2. Family Song (Phiên bản nhẹ)
3. Family Song (Nhạc nền)